# لاوین
لاوین، روستایی است از توابع بخش مرکزی و در شهرستان پیرانشهر استان آذربایجان غربی ایران.
لاوین نام زیبای دختران ایران زمین هم می‌باشد. لاوین به عنوان یکی از خوش آب و هواترین روستاهای ایران است.

## جمعیت
این روستا در دهستان لاهیجان قرار داشته و بر اساس سرشماری سال ۱۳۸۵ جمعیت آن ۵۲۲ نفر (۶۵ خانوار)
بوده‌است.